# アルブレヒト1世 (ブランデンブルク辺境伯)
アルブレヒト熊侯（Albrecht der Bär, 1100年頃 - 1170年11月18日）は、ザクセン公（在位：1138年 - 1142年）、ブランデンブルク辺境伯（アルブレヒト1世、在位：1157年 - 1170年）。バレンシュテット伯アルブレヒトともいう。史料には一貫して’Adalbertus‘と記載されている。アスカーニエン家出身の人物で、ドイツの東方進出に寄与し、1157年にブランデンブルク辺境伯領を創設し、初代ブランデンブルク辺境伯に封ぜられた。アルブレヒトの功により、ノルトマルクも事実上ブランデンブルク辺境伯領として神聖ローマ帝国の版図となった。

## 生涯
バレンシュテット伯オットー（裕福伯）とザクセン公マグヌスの娘アイリカ・ビルンク・フォン・ザクセン（Eilika Billung von Sachsen）との間の一人息子。出生地は明らかでない。添え名の「熊」は、おそらくハインリヒ獅子公のライヴァルとして敬意をこめて与えられたものであろう。
1123年に父が亡くなり、バレンシュテット伯領を継いだ。同年、アイレンブルク伯兼マイセン辺境伯ハインリヒ2世が亡くなり、神聖ローマ皇帝ハインリヒ5世がグロイチュ伯ヴィプレヒト2世をマイセン辺境伯に指名したことに反発したザクセン公ロタール（後の神聖ローマ皇帝ロタール3世）がハインリヒ2世の従叔父に当たるコンラートと手を組んでヴィプレヒト2世を追放、ロタールはラウジッツを授封された。1134年にノルトマルクも授けられ、ラウジッツと合わせてブランデンブルクへの拡張に努めた。しかし、ロタール3世と姻戚関係にあり、同じくザクセンに勢力を持つヴェルフ家と対立していった。
1137年にロタール3世が亡くなり、婿のバイエルン公ハインリヒ傲岸公（アルブレヒトの母方の従兄でもある）がザクセン公領も相続したが、他の帝国諸侯とローマ王コンラート3世に危険視され、翌1138年に所領を没収、ザクセンはアルブレヒトに与えられた（バイエルンはオーストリア辺境伯レオポルト4世に授封）。しかし、アルブレヒトはザクセンを実効支配出来ず、ヴェルフ家に敗れてザクセンから逃亡し、1142年にザクセンを放棄した。ザクセンは傲岸公の息子ハインリヒ獅子公が獲得した。アルブレヒトはザクセンを保持できなかったが、「その直後に拡大された彼のブランデンブルク辺境伯領が大公勢力からは独立した一国として宣告されたことで、たやすく心を鎮めた」。
1140年に同族のヴァイマール＝オーラミュンデ伯ヴィルヘルムが亡くなると遺領を継承、1147年のヴェンド十字軍（スラヴ十字軍）に参戦したが、殆ど成果を挙げられずに終わった。もっとも、彼は「植民地化して貢租の義務化を計ろうとしている土地を荒らし回るのは愚の骨頂だと思う」態度でこの戦いに臨んでいた。1152年、ヴィンツェンブルク伯ヘルマン2世が殺害されると領土を請求したが、神聖ローマ皇帝フリードリヒ1世の仲裁でハインリヒ獅子公が相続した。アルブレヒトは引き換えに断絶したプレッツカウ家の領土を相続、ハルツ山地に支配を及ぼした。1157年にブランデンブルク辺境伯に任命、エルベ川以東の領土を獲得、ドイツの東方進出を進めた。アルブレヒトの政治的成功はマクデブルク大司教との協力の上に成り立っていた。そして彼はイタリア遠征、ポーランド遠征、宮廷奉仕においてホーエンシュタウフェン家を支えた。
1170年、70歳の高齢で没した。当時としては異例に長命の人物であった。しばしば逝去の地はシュテンダールとされるが、これも証明されてはいない。アルブレヒトの墓がハルツ山地の麓にあり現在は城になっている、当時のバレンシュテット伯家の修道院（Hauskloster Ballenstedt）にあることは確実視されている。ブランデンブルク辺境伯領は息子のオットー1世が相続した。
別の息子ベルンハルト3世は後にハインリヒ獅子公が帝国追放された後にザクセン公領を獲得した。

## 家族
1125年（1126年とも）にクヴェードリンブルクの女子修道院長ベアトリクスの姉（あるいは妹）に当たるゾフィーと結婚した。彼女はヴィンツェンブルク伯家（Graf von Winzenburg）の出身ではないかという説があるが、仮説に過ぎない。この夫妻の間には7人の息子と3人の娘が生まれた。
- オットー1世（1128年 – 1184年） - ブランデンブルク辺境伯
- ヘルマン1世（1130年ごろ - 1176年） - ヴァイマル＝オーラミュンデ伯
- ジークフリート（1132年 - 1184年） - ブレーメン大司教及びブランデンブルク司教
- ハインリヒ（? - 1185年） - マグデブルク大聖堂参事会員
- ヘートヴィヒ（? - 1203年） - 1147年にマイセン辺境伯オットーと結婚した。
- アダルベルト（? - 1173年） - バレンシュテット伯
- ディートリヒ（? - 1183年） - ヴェーベン伯。テューリンゲン方伯ルートヴィヒ2世の娘マティルデと結婚。
- ベルンハルト3世（1140年 - 1212年） - ザクセン公
- 娘 - ボヘミア公ソビェスラフ1世の子ヴラジスラフと結婚
- ゲルトルート - ボヘミア公ヴラジスラフ1世の子ディェポルト1世と結婚

## 称号
- バレンシュテット伯（1123年 - 1170年）
- ラウジッツ侯ならびに辺境伯（1123年 - 1131年）
- ザクセン公（1138年 - 1142年）
- ヴァイマール＝オーラミュンデ伯（1134年頃 - 1170年）
- ノルトマルク辺境伯（1134年 - 1157年）
- ブランデンブルク辺境伯（1157年 - 1170年）